# Ludzie-koty (film 1942)
Ludzie-koty (ang. Cat People) – amerykański film grozy z 1942 roku.

## Treść
Olivier poślubia piękną i nieśmiałą Serbkę, Irenę. Po ślubie Irena opowiada mu o klątwie, która ciąży nad nią i jej rodziną. Według tej klątwy kobieta pochodzi z rodu ludzi-kotów i raz na jakiś czas może zmienić się w panterę.

## Obsada
- Simone Simon – Irena Dubrovna Reed
- Kent Smith – Oliver Reed
- Tom Conway – dr Louis Judd
- Jane Randolph – Alice Moore